# Gumbrechtshoffen
Gumbrechtshoffen es una localidad y comuna francesa situada en el departamento de Bajo Rin, en la región de Alsacia. Tiene una población de 1.226 habitantes (según censo de 1999) y una densidad de 214 h/km².
A sus habitantes se les denomina por el gentilicio de Gumbertshoffer.

## Historia
Los inicios de Gumbrechtshoffen se remontan a la época galo-romana, cuando se estableció en estos territorios una importante comunidad.
La actual denominación de la localidad de Gumbrechtshoffen es contemporánea, del resultado de la unión de los pueblos, Gumbrechtshoffen-Oberbronn (Obergumbrechtshoffen) y Gumbrechtshoffen-Niederbronn (Niedergumbrechtshoffen), el 1 de septiembre de 1945. 